# تحليل بالتنشيط النيوتروني

هيكل الكوارك النيوتروني

التحليل بالتنشيط النيوتروني هي طريقة للتحليل حساسة جدا وهي تستخدم غالبا في تحليل مدى نقاوة عينة أو كميات عناصر في العينة تكون كمياتها نادرة أو قليلة جدا. والتحليل الكيميائي النيوتروني يسمح بتعيين كميات كل نوع من العناصر الموجودة في العينة لأنه لا يهتم بالتركيب الجزيئي الكيميائي للعينة، ويركز فقط على التعرف على كميات أنوية العناصر الموجودة في العينة.
يلزم تلك الطريقة للتحليل وجود مفاعل أبحاث نووي بالقرب من مختبر التحليلات النووي الذي يقوم بتحليل العينة بعد إشعاعها بالنيوترونات وتنشيطها في قلب المفاعل النووي. ذلك لأن العينة تفقد نشاطها الإشعاعي سريعا من بعد تنشيطها في قلب المفاعل.

## الطريقة
يتم التحليل بالتنشيط النيوتروني عادة في مختبرات تتبع مفاعل نووي للأبحاث . فإذا كان المراد تحليل عينة من مياه البحر أو النهر لمعرفة مكوناتها وشوائبه بدقة متناهية أو ما تحويه مثلا من ذهب ذائب فيها، تؤخذ العينة وتوضع في كبسولة، ثم توضع الكبسولة لفترة معينة في المفاعل النووي. في المفاعل النووي تقوم النيوترونات السريعة الناتجة في قلب المفاعل بتنشيط المواد في العينة، وعنى التنشيط هنا هو إنتاج نظائر مشعة من عناصر العينة، أي تصبح بعض مواد العينة ذات نشاط إشعاعي . تؤخذ العينة ثانيا من المفاعل وتوضع في مطياف يقيس الأشعة الصادرة من العينة المنشطة، وعن طريق تحليل تلك الأشعة الصادرة منها يمكن معرفة المواد الموجودة في العينة. ذلك لأن كل عنصر مشع يطلق أشعة خاصة به، أي ذات طاقات معينة و ترددات معينة إذا كانت من أشعة إكس أو أشعة جاما ؛ فتلك الأشعة تستخدم كبصمات تصفح عن العنصر الذي انطلقت منه.

## أقرأ أيضا
- مفاعل نووي للأبحاث
- تحليل كيميائي
- نظير مشع
- تخفيف النظائر